# Rob Mulders
Robby Johannes Petrus Maria Mulders, detto Rob (Bergen, 7 aprile 1967 – Arnhem, 29 gennaio 1998), è stato un ciclista su strada olandese.

## Palmarès
- 1991 (Buckler-Colnago-Decca, due vittorie)

Omloop der Kempen
9ª tappa Olympia's Tour (Rheden > Schijndel)
- 1993 (Wordperfect-Colnago-Decca, tre vittorie)

6ª tappa Vuelta a Asturias (Cangas del Narcea > Oviedo)
Veenendaal-Veenendaal
Circuit des Frontières

### Altri successi
- 1991 (Buckler-Colnago-Decca)

Grote Prijs Paul Borremans-Viane
- 1992 (Buckler-Colnago-Decca)

Criterium Braine-l'Alleud

## Piazzamenti

### Grandi Giri
- Tour de France

1993: 134º
1994: 116º
- Vuelta a España

1992: 117º
1995: ritirato (14ª tappa)

### Classiche monumento
- Milano-Sanremo

1994: 87º
- Giro delle Fiandre

1995: 31º
1996: 76º
- Parigi-Roubaix

1995: 51º
1996: 55º
- Liegi-Bastogne-Liegi

1995: 59º
- Giro di Lombardia

1992: 23º

### Competizioni mondiali
- Campionati del mondo

Agrigento 1994 - In linea Elite: ritirato